# Элкинс, Стивен Бентон
Стивен Бентон Элкинс (англ. Stephen Benton Elkins; 26 сентября 1841, Нью-Лексингтон — 4 января 1911, Вашингтон) — американский политик.

## Биография
Окончил университет Миссури. Во время гражданской войны служил в армии в звании капитана. В 1875 году Элкинс женился на Холли Дэвис, дочери сенатора Генри Г. Дэвиса от Западной Вирджинии.

## Политическая карьера
- Член Палаты представителей США с 1873 по 1877
- Военный министр США в 1891—1893
- Член Сената Соединенных Штатов с 1895 по 1911.

## Память
Город Элкинс был назван в его честь.